# TEI Ionion Nison
Das TEI Ionion Nison (griechisch ΤΕΙ Ιονίων Νήσων) war neben der Ionischen Universität eine der zwei höheren Bildungseinrichtungen in der Verwaltungsregion Ionische Inseln in Griechenland. Sie wurde 2003 aus dem Zusammenschluss vorher selbstständiger Fachhochschulen gegründet, ihre Geschichte reicht bis ins 19. Jahrhundert. 2018 ging sie in der Ionischen Universität auf.

## Vorgängerinstitutionen

### Argostoli
1908 stiftete der Reeder Panagis Vallianos die Vallianios-Agrarschule in Argostoli.

### Lixouri
1915 stiftete der Reeder Panagis Vallianos die Vallianios-Gewerbeschule (Βαλλιάνειος Επαγγελματική Σχολή). Der reguläre Lehrbetrieb begann im Wintersemester 1927/1928. Die Schule galt als Vorläufer späterer TEI (Fachhochschulen) und war zu jener Zeit die einzige ihrer Art in Griechenland. Gelehrt wurden u. a. Maschinenbau, Elektrotechnik und Textildesign. Das Lehrpersonal wurde aus ganz Europa angeworben, mehrheitlich aus Italien, Deutschland und der Schweiz, darunter auch der Grafiker und Buchbinder George A. Baer, der 1929 von der Kunstgewerbeschule Kassel abgeworben wurde und dort bis 1937 Buchbinderei lehrte, ebenso der Buchbinder Siegfried Fuchs (1903–1978) und als Direktor der Architekt Roderich Coste. Das Erdbeben von 1953 überstanden die Gebäude nahezu unbeschadet. 1976 wurde die Schule formell aufgelöst, einige Fachbereiche existierten unabhängig bis zur Gründung der Fachhochschule weiter.
Zur ITB 2013 präsentierte das Hamburger Unternehmen United-Entertain einen 3D-Film über die Insel, der in Zusammenarbeit mit der Hochschule entstand, dabei handelte es sich um den ersten brillenfreien 3D-Film als Dokumentation.

## Lehrangebot
Ziel der Fachhochschule war es, eng auf den Bedarf der Ionischen Inseln zugeschnittene Bildung anzubieten. Auch sollte sie junge Leute auf die Inseln locken, als diese noch unter Abwanderung litten. Sitz der Verwaltung und des Präsidiums war Argostoli. Die sechs Fachbereiche waren auf vier Standorte auf den drei Inseln Lefkada, Kefalonia und Zakynthos verteilt. Aufgrund des geografischen Abstands geniossen diese eine größere Selbstständigkeit. Neben dem Regelstudium wurden auch Aufbaustudiengänge und Fernstudiengänge angeboten.

## Fachbereiche
- Alternative Landwirtschaft (Argostoli, Kefalonia)
- Öffentlichkeitsarbeit (Argostoli, Kefalonia)
- Musiktechnologie und Instrumentenbau (Lixouri, Kefalonia)
- Betriebswirtschaft (Lixouri, Kefalonia)
- Umwelt und Naturschutz (auf Zakynthos)
- Angewandte Informatik (Lefkada)